# Pot Head
Pot Head es un EP de la banda californiana Yawning Man, editado el 26 de junio de 2005 por el sello español Alone Records. Es el segundo lanzamiento oficial de la banda, pese a haber sido formada en 1986.

## Lista de canciones
| N.º | Título                         | Duración |  |
| 1.  | «Manolete»                     | 6:47     |  |
| 2.  | «Digital Smoke Signal»         | 7:09     |  |
| 3.  | «Encounters with an Angry God» | 5:01     |  |
| 4.  | «Samba de Primavera»           | 5:03     |  |

## Créditos
| - Gary Arce – guitarra - Billy Cordell – bajo - Alfredo Hernández – batería | - Grabado en UNIT A por Rob Walden. - Mezclado y masterizado por Steve Feldman. - Arte por Rick Griffin. - Diseño gráfico por Mere Image. |